# ونن
ونن یک روستا در ایران است که در دهستان خورش رستم شمالی واقع شده‌است. ونن ۱۸ نفر جمعیت دارد.